# 타미 로만
타미 로만(Tami Roman, 1970년 4월 17일 ~ )은 미국의 방송인, 모델, 배우이다.